# TLC (álbum)
TLC é o quinto e último álbum de estúdio do girl group americano TLC, lançado em 30 de junho de 2017, pela recém formada gravadora 852 Musiq. O TLC fez parceria com várias empresas de distribuição: Sony Music RED (América do Norte), Liberation Music (Austrália), Warner Music Group (Japão) e Cooking Vinyl (o resto do mundo). TLC é principalmente um álbum pop e R&B com influências musicais dos anos 90. É o primeiro álbum de estúdio delas em 15 anos, desde o lançamento de 3D em 2002.
O álbum recebeu críticas positivas dos críticos, muitos dos quais elogiaram o som de retrocesso incluído no álbum, apesar de alguns criticarem a melodia do álbum e por não corresponder ao seu legado. O álbum estreou no número 38 na Billboard 200, vendendo 12.000 unidades equivalentes a álbum em sua primeira semana, 11.000 das quais eram vendas físicas. O álbum também alcançou o número 20 na tabela Top R&B/Hip-Hop Albums.
O TLC gerou o single "Way Back", que se tornou o 4º hit na Adult R&B Top, atingindo o 8º lugar. "Haters" foi lançado como o principal single internacional.
A edição deluxe do Reino Unido inclui versões remasterizadas dos singles "No Scrubs", "Creep", "Unpretty", "Baby-Baby-Baby" e "Diggin' On You".

## Antecedentes
Em 19 de janeiro de 2015, o TLC anunciou seu plano de lançar o que elas chamavam de seu álbum "final" com o lançamento de uma campanha no Kickstarter. Elas pediram aos fãs que ajudassem a financiar o projeto doando uma garantia de pelo menos US $ 5 para atingir sua meta de US $ 150.000. Em menos de 48 horas, elas superaram seu objetivo e se tornaram o "projeto pop mais rápido e financiado na história do Kickstarter". Entre outros artistas que doaram estavam New Kids on the Block (doando $ 10.000), Katy Perry (doando $ 5.000), Soulja Boy, Bette Midler e Justin Timberlake. A campanha do Kickstarter arrecadou um total de US $ 400.000. Em uma entrevista publicada após o final da campanha, Watkins e Thomas esclareceram que elas não iriam se separar após o lançamento e promoção do álbum, e que elas continuariam a se apresentar juntas como TLC.

## Promoção
O primeiro single do álbum, "Way Back", com Snoop Dogg, foi lançado em 14 de abril de 2017. O single foi produzido por D'Mile e foi lançado pela gravadora independente 852 Musiq, que é distribuída pela RED Distribution nos EUA. O grupo cantou a música pela primeira vez em Londres, em maio de 2017. Nos Estados Unidos, o grupo promoveu o single, o álbum e a I Love the 90s: The Party Continues Tour com apresentações no Today e Jimmy Kimmel Live!.
"Haters" foi lançado em 26 de outubro e em 1 de novembro de 2016 exclusivamente (ao lado de "Joy Ride") no Japão e na Nova Zelândia, respectivamente. O primeiro foi mais tarde relançado como o single internacional líder do álbum em 5 de maio de 2017.
"American Gold" e "It's Sunny" foram lançados como singles promocionais antes do lançamento do álbum. "American Gold" foi anunciado como o segundo single nos Estados Unidos em junho de 2017 pela compositora da faixa, Candice Wakefield.

## Recepção crítica
| Críticas profissionais | Críticas profissionais |
| Pontuações agregadas   | Pontuações agregadas   |
| Fonte                  | Avaliação              |
| ---------------------- | ---------------------- |
| AnyDecentMusic?        | 6.4/10                 |
| Metacritic             | 63/100                 |
| Avaliações da crítica  |                        |
| Fonte                  | Avaliação              |
| AllMusic               | [ 21 ]                 |
| Clash                  | 6/10                   |
| Drowned in Sound       | 7/10                   |
| Entertainment Weekly   | B-                     |
| The Guardian           | [ 25 ]                 |
| NME                    | [ 26 ]                 |
| Paste                  | 6.1/10                 |
| Prefix Magazine        | 7/10                   |
| Slant Magazine         | [ 29 ]                 |
| Spin                   | misto                  |

TLC recebeu críticas positivas de críticos de música. O Metacritic, que atribui uma classificação normalizada de 100 a críticas dos críticos, o álbum recebeu uma pontuação média de 63 com base em 15 revisões. Rachel Aroesti do The Guardian deu ao álbum 4 estrelas de 5, chamando o álbum de "profundamente nostálgico", afirmando que "prova que a fórmula vencedora ainda funciona". Andy Kellman de AllMusic criticou o álbum, chamando o álbum "mais adequado para Radio Disney que para a Hot 97 "também visando a canção "Haters", dizendo que parecia que era mais ou menos escrito por um grupo teen girl pop". Em uma revisão mista, Felicity Martin da Clash elogiou seu single de retorno "Way Back", chamando-o de retorno perfeito, e elogiou algumas outras músicas incluídas no álbum, no entanto, criticou as músicas como It's Sunny por ser brega. Em uma crítica positiva, Jim Farber, da Entertainment Weekly, disse que as músicas do álbum eram ótimas, mas que elas não se comparavam com suas músicas passadas. Apesar deste comentário, ele afirmou que eles foram capazes de avançar em um aspecto: sua perspectiva madura de nostalgia. Em outra revisão mista, Nick Levine da NME, criticou algumas das melindres da música, além de criticar algumas das músicas incluídas no álbum por soarem como todas as outras músicas do gênero R&B. Apesar dessas queixas, ele elogiou a música Scandalous, chamando-o de um retorno à sua antiga vantagem. Em uma crítica positiva, Julianne Shepherd, da Pitchfork, elogiou os hinos femininos incluídos no álbum, afirmando, no entanto, que as canções não resistem à sua antiga glória. Em outra avaliação positiva, Philippa Barr de Drowned in Sound elogiou os hinos do clube de dança no álbum, junto com os hinos de capacitação. No entanto, ela criticou o clichê na música It's Sunny.

## Desempenho comercial
Nos Estados Unidos, TLC estreou no número 38 na Billboard 200, vendendo 12.000 unidades equivalentes a álbuns, 11.000 das quais eram vendas físicas. O álbum passou 1 semana no gráfico, marcando o álbum de estúdio mais fraco do TLC, e o menor álbum de estúdio em execução. O álbum teve um desempenho semelhante no Reino Unido na parada da UK Albums Chart, quando estreou no número 40. O álbum fez 5 pontos acima do 3D, tornando-se seu álbum mais alto no gráfico desde o lançamento de 1999 da FanMail.
No Scottish Singles and Albums Charts, o álbum estreou no número 72, passando 1 semana no gráfico. O álbum também conseguiu estrear no número 7 na parada Recorded Music NZ Heatseekers Album, onde passou 1 semana no mesmo.

## Faixas
| TLC – Versão padrão |                                                            |                                                                     |                                                               |         |  |
| N.º                 | Título                                                     | Compositor(es)                                                      | Produtor(es)                                                  | Duração |  |
| 1.                  | "No Introduction"                                          | Candace Wakefield Elvis Brown Carnoy "Ayo Kayo" Watkins             | Dunlap Exclusive Joshua "Tipz" Richardson Cory "Knotch" Marks | 3:02    |  |
| 2.                  | "Way Back" (participação de Snoop Dogg)                    | Tionne Watkins James Abrahart Calvin Broadus                        | D'Mile                                                        | 3:46    |  |
| 3.                  | "It's Sunny"                                               | Bobby Hebb Albert McKay Maurice White Alta Willis Watkins Rose Gold | Ron Fair                                                      | 3:23    |  |
| 4.                  | "Haters"                                                   | Michael Busbee Daniel Ullman Bryan Jarett Maureen McDonald          | Michael Busbee Casper &B                                      | 2:40    |  |
| 5.                  | "Perfect Girls"                                            | Watkins Wakefield Raylene S. Arreguin                               | Watkins David Reed Desmond "Motown" Washington                | 3:05    |  |
| 6.                  | "Interlude"                                                |                                                                     | @BennyWond3r - yonni                                          | 1:11    |  |
| 7.                  | "Start a Fire"                                             | Watkins Gabrielle "Goldie" Nowee Wakefield                          | Watkins                                                       | 4:02    |  |
| 8.                  | "American Gold"                                            | Watkins Wakefield                                                   | Watkins                                                       | 3:38    |  |
| 9.                  | "Scandalous"                                               | Tommy "Vegas" Doyle                                                 | Cory Mo                                                       | 3:32    |  |
| 10.                 | "Aye Muthafucka"                                           | Watkins Marqueze Etheridge Nowee                                    | DrePhantom                                                    | 3:16    |  |
| 11.                 | "Joy Ride"                                                 | Rebekah Muhammad                                                    | Marks Richardson                                              | 4:18    |  |
| 12.                 | "Way Back" (participação de Snoop Dogg) (versão estendida) | Tionne "T-Boz" Watkins James Abrahart Calvin Broadus                | D'Mile                                                        | 4:26    |  |
| Duração total:      | Duração total:                                             | Duração total:                                                      | Duração total:                                                | 41:05   |  |

| TLC – Edição de luxo |                                         |                                                                             |         |  |
| N.º                  | Título                                  | Compositor(es)                                                              | Duração |  |
| 13.                  | "No Scrubs" (versão remasterizada)      | Kandi Burruss Tameka Cottle Kevin "She'kspere" Briggs Lisa "Left Eye" Lopes | 3:32    |  |
| 14.                  | "Creep" (versão remasterizada)          | Dallas Austin                                                               | 4:23    |  |
| 15.                  | "Unpretty" (versão remasterizada)       | Austin Tionne Watkins                                                       | 4:38    |  |
| 16.                  | "Baby-Baby-Baby" (versão remasterizada) | Antonio "L.A." Reid Kenneth "Babyface" Edmonds Daryl Simmons                | 4:58    |  |
| 17.                  | "Diggin' On You" (versão remasterizada) | Edmonds                                                                     | 4:09    |  |
| Duração total:       | Duração total:                          | Duração total:                                                              | 62:45   |  |

| TLC – Edição padrão da loja japonesa e on-line |                                      |                                                     |                |         |  |
| N.º                                            | Título                               | Compositor(es)                                      | Produtor(es)   | Duração |  |
| 13.                                            | "Joy Ride" (TJO Remix)               | Komba Raymond Aiah Jr. Knotch Rebekah Muhammad Tipz | Tipz Knotch    | 4:18    |  |
| 14.                                            | "It's Sunny" (Lucas Valentine Remix) |                                                     |                | 3:23    |  |
| Duração total:                                 | Duração total:                       | Duração total:                                      | Duração total: | 48:46   |  |

## Créditos
| Créditos para TLC adaptados da AllMusic. - James Abrahart - compositor - Raylene S. Arreguin - compositor - Chris Athens - dominando - Luke Austin - teclados - Leslie Brathwaite - masterização, mixagem - Calvin Broadus - compositor - Elvis Brown - compositor - Mike Busbee - produtor - Casper & B. - produtor - Bill Diggins - produtor - Theodore "NoizeBeatz" Lawrence - produtor - Tommy Doyle Jr. - compositor - Charles Dunlap - produtor - Terrence "Grad Teachem" Dunlap - vocais - Devon Eisenberger - guitarra - Dernst Emile II - compositor, teclados, produtor, programação - Ron Fair - produção adicional, engenheiro, produtor executivo, piano, produtor, produtor de voz - Bobby Hebb - compositor - Kevin Hellon - baixo - Bryan Jarrett - compositor - Debra Killings - vocais (fundo) - Raymond Komba - teclados, produtor - Dennis Leupold - fotografia | - Chris Malloy - produtor - Cory "Knotch" Marks - programação de bateria, produtor, programação - Maureen McDonald - compositor - Albert McKay - compositor - Niko McKnight - guitarrista, produtor - Cory Mo - programação de bateria, engenheiro, teclados, mixagem, produtor, sintetizador, engenheiro vocal - Rebekah Muhammed - compositor - Zach Nicholls - engenheiro, engenheiro de mixagem e mixagem, engenheiro vocal - Gabrielle "Goldie" Nowee - compositora - Desmond Peterson - produtor - David Reed - produtor - Joshua "Tipz" Richardson - engenheiro, produtor - Lucas Sader - guitarras - Peter Sharkey - programação - Snoop Dogg - artista em destaque - Gavin Taylor - diretor criativo, design - Patrick Thrall - engenheiro vocal - TLC - artista principal - Daniel Ullman - compositor - Candace Wakefield - compositora - Desmond "Motown" Washington - produtor - Carnoy "Ayo Kayo" Watkins - A&R, compositor, produtor - Tionne "T-Boz" Watkins - compositor, produtor - Maurice White - compositor - Alta Willis - compositor |